# Irina Movilă
Irina Movilă (n. 5 iulie 1966, București) este o actriță română de film, radio, televiziune, scenă și voce.

## Biografie
În 1991 a absolvit Academia de Teatru și Film, clasa maestrului Mircea Albulescu. Între 1992 - 2001 a jucat în mai multe spectacole pe scena Teatrului Mic, iar din 2002 joacă la Teatrul Național București. În 1994 a câștigat premiul pentru „Cea mai valoroasă speranță a cinematografului european”, în cadrul Festivalului Internațional de la Geneva, pentru rolul “Fifi” din filmul „Pepe și Fifi”.

## Viață personală
A fost căsătorită cu regizorul Dan Pița. Are o fată, Ana (născută în 2008).

## Filmografie
- E pericoloso sporgersi (1993) - voce Cristina

- Dopul scuză mijloacele (2014), rolul asistentă
- Femeia visurilor (2005), rolul Vanda
- Dulcea saună a morții (2003), rolul Leo
- Dușmanul dușmanului meu (1999), rolul Petra
- Don Juan sau dragostea pentru geometrie (1997), Teatru TV, rolul Miranda
- Eu sunt Adam! (1996)
- Ochii care nu se văd (1994)
- Pepe & Fifi (1994), rolul Fifi
- Cum va place? (1992)
- Hotel de lux (1992)
- Moartea unui artist (1991), rolul eleva Cristina
- Subspecies (1991), rolul Mara

### Teatru de televiziune
- Don Carlos (1996), rolul Eboli
- Cum vă place de William Shakespeare, rolul Rosalinda
- Insula de Mihail Sebastian, rolul Nadia

## Teatru

### Teatrul Național București
La Teatrul Național București, Irina Movilă a jucat în mai multe piese de teatru:
- Lut de Marijke Schermer,[5] regia Vlad Massaci, 2016, rolul  Dora
- Terorism de Frații Presniakov, regia Felix Alexa, 2015, rolul  Femeia
- Revizorul de Nikolai Gogol, regia Felix Alexa, 2013, rolul Artemii Zemlianika, directoarea spitalului
- Livada de vișini de A.P. Cehov, regia Felix Alexa, 2010, rolul  Varia
- Jocul ielelor de Camil Petrescu, regia Claudiu Goga, 2007, rolul  Maria Sinești
- Neînțelegerea de Albert Camus, regia Felix Alexa, 2005, rolul  Marta
- Visul unei nopți de vară de William Shakespeare, regia Felix Alexa, 2003, rolurile  Hipolita, Titania
- Revizorul de Nikolai Gogol, regia Serghei Cerkasskiy, 2002, rolul  Maria Antonovna, fiica primarului
- O noapte furtunoasă de Ion Luca Caragiale, regia Felix Alexa, 2002, rolul  Veta

### Teatrul Mic
În perioada 1992 - 2001 a jucat în mai multe piese la Teatrul Mic:
- Pușca de vânătoare de Yasushi Inoue, 2001
- Neguțătorul din Veneția de William Shakespeare, 2000, rolul Jessica
- Sonata fantomelor de August Strindberg, regia Cătălina Buzoianu, rolul Domnișoara
- Școala femeilor de Molière, regia Alexandru Dabija, rolul Agnes
- Bigamul de Ray Cooney, 1997, rolul Mary Smith
- Copiii soarelui de Maxim Gorki, regia Cristian Hadji Culea, 1996, rolul Melania
- Fazanul de Georges Feydeau, 1995, rolul Maggie
- Sfârșitul Troiei de Walter Jens, regia Vlad Mugur, 1994, rolul Elena din Troia
- Pescărușul de A. P. Cehov, regia Cătălina Buzoianu, 1993, rolul Mașa
- Equs de Peter Shaffer, 1992, rolul Mama

### Teatrul Național din Timișoara
- Femeia în roșu de Mircea Nedelciu, 1999, rolul Femeia în roșu

## Teatru radiofonic
- Sodoma și Gomora  (13 martie 2005) - regia tehnică și producător Vasile Manta

## Premii și nominalizări
În 1992 a primit premiul pentru cea mai bună actriță la Festivalul Lumilor Latine, Arcachonn din Franța și în 1993 premiul pentru cea mai bună actriță la Festivalul de Film de la Geneva.
A fost desemnată Cea mai valoroasă speranță a cinematografului european pentru rolul din Pepe și Fifi (1993).
Irina Movilă a primit din partea Asociației Producătorilor, Autorilor și Realizatorilor de Film  Premiul Pro Victoria - „Placheta de aur" interpretare feminină.